# چیویتلا کاسانووا
چیویتلا کاسانووا (به ایتالیایی: Civitella Casanova) یک کومونه در ایتالیا است که در استان پسکارا واقع شده‌است.

## خصوصیات
چیویتلا کاسانووا ۳۱ کیلومترمربع مساحت و ۱٬۹۵۰ نفر جمعیت دارد و ۴۰۰ متر بالاتر از سطح دریا واقع شده‌است.